# Holotrichia apoensis
Holotrichia apoensis är en skalbaggsart som beskrevs av Matsumoto 2008. Holotrichia apoensis ingår i släktet Holotrichia och familjen Melolonthidae. Inga underarter finns listade i Catalogue of Life.